# Elexis Monroe
Elexis Monroe (California; 8 de marzo de 1979) es una actriz pornográfica, directora y modelo erótica estadounidense.

## Biografía
Elexis Monroe, nombre artístico de Elizabeth Nicole Medlin, nació en el Condado de San Bernardino (California), en marzo de 1979. Comenzó en la industria pornográfica como modelo erótica para la agencia de talentos World Modeling.
Debutó como actriz porno en 2001, con 22 años, habiendo trabajado para productoras como Forbidden Fruits Films, Metro, Mile High, Pure Play Media, Elegant Angel, Vivid Entertainment Group o Girlfriends Films.
Especialista en las escenas lésbicas, en 2009 firmó un contrato de exclusividad con la productora canadiense Sweetheart Video. Además de esto, de 2011 a 2019, compaginó su carrera como actriz porno con la de directora, rodando tras las cámaras un total de 6 películas.
Ha rodado más de 340 películas como actriz.

## Premios y nominaciones
| Año  | Ceremonia    | Resultado | Premio                                   | Trabajo                           |
| ---- | ------------ | --------- | ---------------------------------------- | --------------------------------- |
| 2008 | Premios AVN  | Nominada  | Mejor escena de sexo lésbico en grupo    | Elexis and Her Girlfriends        |
| 2009 | Premios AVN  | Nominada  | Mejor escena de sexo lésbico             | Lesbian Bridal Stories 2          |
| 2011 | Premios XBIZ | Nominada  | Mejor actriz protagonista                | Budapest                          |
| 2012 | Premios AVN  | Nominada  | Artista MILF/Cougar del año              | —                                 |
| 2012 | Premios XBIZ | Nominada  | Artista MILF del año                     | —                                 |
| 2013 | Premios AVN  | Nominada  | Artista MILF/Cougar del año              | —                                 |
| 2014 | Premios XBIZ | Nominada  | Mejor actriz en película lésbica         | Mother-Daughter Lesbian Lessons 1 |
| 2014 | Premios XBIZ | Nominada  | Artista lésbica del año                  | —                                 |
| 2015 | Premios AVN  | Nominada  | Artista lésbica del año                  | —                                 |
| 2015 | Premios XBIZ | Nominada  | Artista lésbica del año                  | —                                 |
| 2015 | Premios XBIZ | Nominada  | Mejor escena de sexo en película lésbica | Lesbian Voyeur 2: Wet Kisses      |